# 滝沢演舞城
『滝沢演舞城』（たきざわえんぶじょう）は、日本のミュージカル作品。主演は滝沢秀明。作・構成・総合演出はジャニー喜多川。また本作から派生した舞台である『滝沢歌舞伎』（たきざわかぶき）についても本稿で扱う。

## 概要
2006年3月に新橋演舞場で初演された、滝沢秀明主演の時代劇LIVEミュージカル。ジャニー喜多川の「僕は城を作りたいんだ。滝沢の城を」の一言から企画され、“和に特化した舞台”を目指して制作が開始された。滝沢は2005年に大河ドラマ『義経』で演じた源義経を本作中でも演じている。新橋演舞場でジャニーズ事務所のタレントが公演を行うのは初めてのこと。23歳で座長を務めるのも男性としては同劇場史上最年少であり、滝沢はこれで大阪松竹座、帝国劇場、梅田コマ劇場に続き、4つの劇場で最年少記録を樹立した。
2010年の4月舞台「滝沢歌舞伎」で舞台演出家デビュー。
2010年から始まった新橋演舞場・歌舞伎座改築工事に伴い、同年から2012年までは舞台を日生劇場に移し「滝沢歌舞伎」と題した舞台を行った。
2012年4月16日に通算300公演を達成。
2015年、ジャニーズ事務所製作の舞台で初めての海外・シンガポール公演を行った。
2018年まで滝沢が主演を務め、705回を上演。2019年からは『滝沢歌舞伎ZERO』と名前を変え、Snow Manが主演を務める。

## 滝沢演舞城
上演期間は2006年3月7日 - 4月25日。全74回で約10万人を動員。通常、ファンクラブ向けに多く販売されるチケットは「幅広い年齢層の方に見て欲しい」ということから一般販売分に50%回して販売された。
振り付けは日本舞踊家の花柳錦之輔が参加。ミュージカルやショーの要素をふんだんに盛り込んだ3部構成。火や水、フライングなど派手な演出が成され、滝沢は初の女形にも挑んだ。当初滝沢の衣装は七変化と言われていたが、実際には第一幕だけで30パターンにも及んだ。
第一幕第一部「ジャ(PA)ニーズ(Hi)Story 日本昔ばな史」では「白虎隊」、「道成寺」、「滝の白糸」、「鷺娘」、「義経千本桜」など日本の歴史や物語・伝説の日本昔話をフィーチャーし、滝沢は清姫、狐、翁、花魁など次々と早変わりして観客を楽しませた。第二幕第二部「義経」は源義経をテーマにした芝居であり、滝沢が義経を演じたほか、横山裕が源頼朝、大倉忠義が武蔵坊弁慶をそれぞれ演じた。第二幕第三部「Tacky World」はショータイムとして、タッキー&翼の「Venus」や「夢物語」などを披露した。
2006年3月22日、夜の部の公演中に紙ふぶきに引火したことが原因で、地下2階から出火して舞台装置などを焼き、23日昼・夜の公演が中止になるトラブルが起きる。25日の昼の公演より再開したが、火の演出は取りやめ、照明を効果的に使った演出に変更された。中止された22日夜・23日昼夜の3公演は、4月12日、17日、24日に「特別追加公演」として代替公演が行われ、追加公演限定の特製ポストカードが観客全員に配布された。
キャスト
- 滝沢秀明
- 星奈優里（元宝塚歌劇団）
- 叶千佳（元宝塚歌劇団）
- 御友公喜
- 森光子（ナレーション）

| - 関ジャニ∞ - 横山裕 - 大倉忠義 - Ya-Ya-yah - 薮宏太 - 八乙女光 - A.B.C. - 河合郁人 - 五関晃一 - 塚田僚一 - 戸塚祥太 | - Kis-My-Ft2 - 北山宏光 - 藤ヶ谷太輔 - 横尾渉 - 千賀健永 - 二階堂高嗣 - 宮田俊哉 - 玉森裕太 - J.J.Express - 伊野尾慧 - 有岡大貴 - 髙木雄也 - 橋本良亮 - 深澤辰哉 - 中島裕翔 - 森本龍太郎 - 亀井拓 - 浅香航大 | - 山田涼介 - ゴトウ泰観 - Joey Tee - トミー真央 - 藤間貴彦 - 小林宏一 - 阿部亮平 - 小野寺一希 - 渡辺翔太 - ベリー・ウィリアム - 滝野雄 - 船曳健太 - M.A.D. |

## 滝沢演舞城 2007
上演期間は2007年7月3日 - 29日。予約が殺到したため当初の千秋楽から1日延びている。
昨年と同じく三部構成で、第一部の「滝沢流にほん昔ばな史」では忠臣蔵や白虎隊の歴史絵巻、「MASK MAGIC」や「男の花道」、「安珍と清姫」などを演じ、滝沢は早変わりで女形など17役を披露した。第二部「タッキーひとり芝居」では自身の意見も取り入れられた脚本で初の一人芝居を行い、滝沢は源義経・頼朝・義朝（声のみ）の3役など、計20役を演じ分けた。劇中では藤ヶ谷演じる弁慶や風間演じる伊勢三郎2人の家来との絆の深さも見せた。第三部「踊るタッキー演舞城」はショー形式で、女形や水芸を再披露。なお前年のぼやを受け、今作では火が使われなかったが、演出面では映像やマジックを駆使し、フライングも観客の真上を飛んだり、約10メートルの高さからバンジー宙返りをするなど4パターンのバリエーションをもたせ、自ら発案したというタッキー&翼の最新曲「×〜ダメ〜」の盆踊りバージョン「×〜ダメ〜音頭」も披露された。また、会場の新橋演舞場では滝沢発案のかき氷「滝氷」も販売された。
キャスト
- 滝沢秀明
- 風間俊介

| - 薮宏太 - 八乙女光 - J.J.Express - 伊野尾慧 - 有岡大貴 - 髙木雄也 - 亀井拓 - 深澤辰哉 - 橋本良亮 - Tops - 後藤泰観 - バイオリン - 藤間貴彦 - 日本舞踊 | - Kis-My-Ft2 - 北山宏光 - 横尾渉 - 藤ヶ谷太輔 - 宮田俊哉 - 玉森裕太 - 二階堂高嗣 - 千賀健永 - A.B.C. - 五関晃一 - 戸塚祥太 - 塚田僚一 - 河合郁人 | - ジャニーズJr. - 京本大我 - 森本慎太郎 - 中島裕翔 - 岡本圭人 - 岩本照 - 渡辺翔太 - 阿部亮平 - 宮館涼太 - 佐久間大介 |

## 滝沢演舞城 '08 命(LOVE)
上演期間は2008年4月2日 - 27日。公演タイトルの「命 = LOVE」は滝沢のアイデアであり、今作の最大のテーマとなっている。舞台のロゴは総合演出を手掛けたジャニー喜多川の直筆文字が使用された。第一幕では女形で「女性としてのLOVE」を、第二幕「義経」では作品への愛や物語中の様々な愛を表現しており、さらにファンへの想いも込められている。また、フィナーレでは“命”や“LOVE”をモチーフとした滝沢作詞・作曲の「With Love」が披露された。
第一部では日本の伝統文化や歴史上の出来事をアレンジした「滝沢流にほん昔ばな史」で、「白虎隊」や「安珍と清姫」、「滝の白糸」などを披露。清姫や女水芸人に扮した滝沢は、同年1月放送のNHK時代劇『雪之丞変化』でも女形の役者役を演じていたが、坂東玉三郎の助言によりさらに女性らしい所作を徹底した。また、「滝沢楽屋」の場面では、通常4〜50分かかるという白塗りの化粧を舞台上でわずか5分で行う様を観客に見せ、その後「鷺娘」の舞を艶やかに踊った。第二部では源義経をめぐるストーリーが展開され、義経とその兄の頼朝、そして2人の父である源義朝（の声）の3役を全て滝沢が演じた。
キャスト
- 滝沢秀明

| - 藤ヶ谷太輔 - 戸塚祥太 - 河合郁人 - 北山宏光 - M.A.D. - 越岡裕貴 - 福田悠太 - 松崎祐介 - 辰巳雄大 - 江田剛 - 山本亮太 | - ジャニーズJr. - 後藤泰観 - バイオリン - 藤間貴彦 - 日本舞踊 - 今野貴之 - 詩吟 - 村治将之助 - 三味線 - 京本大我 - 安井謙太郎 - 増田良 - 川島如恵留 - 髙畑岬 - 大川慶吾 - 仲田拡輝 - 伊藤拓美 - 神田憲征 - 伊藤純平 - 渡辺大輝 - 大森隼 - 植田翔 |

## 滝沢演舞城 '09 タッキー&Lucky LOVE
上演期間は2009年3月29日 - 4月25日、新橋演舞場にて全42公演。前年の演目をベースに、第1幕では創作歌舞伎や『滝の白糸』の水芸のほか、忠臣蔵の殺陣を、第2幕では源義経の物語を披露した。また今作では滝沢が藤ヶ谷太輔らメンバー4人を乗せて車を運転し、幽霊に遭遇するといった約4分間のホラー映像を滝沢が演出し、そのストーリーテラーとして近藤真彦が出演している。滝沢が映像作品を監督するのは、2008年末にNEWSのライブでオープニング映像を製作して以来2度目で、監督・出演・脚本・編集・撮影・演出全てを手掛けた。
キャスト
- 滝沢秀明

| - 藤ヶ谷太輔 - 戸塚祥太 - 河合郁人 - 北山宏光 - M.A.D. - 越岡裕貴 - 福田悠太 - 松崎祐介 - 辰巳雄大 | - They武道 - 江田剛 - 山本亮太 - 高橋竜 - 林翔太 - ジャニーズJr. - 京本大我 - 藤間貴彦 - 高田翔 - 川島如恵留 |

## 滝沢歌舞伎 -TAKIZAWA KABUKI-
上演期間は2010年4月4日 - 5月8日。全52公演。歌舞伎座改築工事にともない日生劇場へと場所を移す。出演者を男性だけに限定すること、また、レーザー光線やワイヤーでのフライングもできなくなることから歌舞伎の要素を多く含む内容にリニューアルされることになり、タイトルも変更された。本作品から「演出・滝沢秀明」のクレジットも初めて明記されているが、本人が自ら演出を手掛けると知ったのは新聞発表の記者会見の場で、驚いたと話している。
オープニングは全員タキシードで登場し、時代劇の背景にレッドカーペットを敷くなど、「和」に特化した『演舞城』シリーズとは異なり、本作はあえて「和」の中に「洋」を取り入れることにこだわって制作された。第1部は総勢40人での和太鼓演奏を取り入れたパフォーマンス、第2部では滝沢が初めて平将門を演じ、日本初登場の4Dフライングも披露した。当初は4月末日までの公演の予定だったが、「子供たちも楽しめる舞台を作りたい」という思いから公演期間がのばされ、5月3日から5日の5公演は“こどもの日特別バージョン”として第2部の内容を“TAKIレンジャー”が登場する戦隊ショーや、客席の子供をステージに上げての振り付け教室などに変更して上演された。終演後には劇場ロビーで小学生以下の子供約230人と記念撮影も行った。
滝沢は4月4日の舞台稽古中に殺陣のシーンで右眉毛とこめかみの間を12ミリ切る怪我をしたが、病院で処置後、初日公演を無事にこなした。
キャスト
- 滝沢秀明
- 屋良朝幸

| - They武道 - 江田剛 - 林翔太 - 山本亮太 - 高橋竜 - A.B.C-Z - 戸塚祥太 - 塚田僚一 - 河合郁人 - 五関晃一 - 橋本良亮 - MisSnowman - 真田佑馬 - 野澤祐樹 - 阿部亮平 - 佐久間大介 - 渡辺翔太 - 岩本照 - 宮舘涼太 - 深澤辰哉 | - M.A.D. - 辰巳雄大 - 越岡裕貴 - 福田悠太 - 松崎祐介 - 武内幸太朗 - 小野寺一希 - 野田優也 - 加藤幸宏 - 池田優 - 川村陵 - 前田紘利 - 松本幸大 - MADE - 稲葉光 - 福士申樹 - 山下拓海 - 冨岡健翔 - 秋山大河 - 今井龍世 | - B.I.SHADOW - 髙地優吾 - 中島健人 - 菊池風磨 - 松村北斗 - 少年邦楽専科 - 京本大我 - 時代劇 - 藤間貴彦 - 藤間流 - 村治将之助 - 三味線 - 林丈一 - 和太鼓 - 今野貴之 - 詩吟 - ゴトウ泰観 - 胡弓 - 安井謙太郎 - 川島如恵留 - 中村嶺亜 |

## 滝沢歌舞伎 2011
上演期間は2011年4月8日 - 5月8日、日生劇場にて全39公演。前年に続き滝沢が主演・演出を務めた。第1幕では源義経や織田信長、天草四郎、新撰組など歴史上の10人を演じ、第2幕では昨年に引き続き平将門を演じる。
5月3日から5日の6公演は「こどもの日特別公演」として上演され、普段は受け入れない未就学児を受け入れ、3日間で計1000人の子供入場料収入の一部は製作の松竹を通じて日本赤十字社に寄付し、東日本大震災の義援金に充てられた。時代劇である第2幕は「TAKIレンジャー」が登場する子供向けショーに変更され、終演後も児童にはマクドナルドのプリペイドカード、乳児にはキャンディーを1人1人に手渡した。
キャスト
- 滝沢秀明
- 屋良朝幸

| - Kis-My-Ft2 - 横尾渉 - 宮田俊哉 - 二階堂高嗣 - 千賀健永 - Mis Snow Man - 真田佑馬 - 野澤祐樹 - 岩本照 - 佐久間大介 - 渡辺翔太 - 宮舘涼太 - 深澤辰哉 - 阿部亮平 | - They武道 - 江田剛 - 山本亮太 - 高橋竜 - 林翔太 - ふぉーゆー - 越岡裕貴 - 福田悠太 - 松崎祐介 - 辰巳雄大 | - 後藤泰観 - MADE - 福士申樹 - M.A.D. - ジャニーズJr. - 岸優太 - 井上瑞稀 - 大塚祐哉 - 岸本慎太郎 - JAE - USA |

## 滝沢歌舞伎 2012
上演期間は2012年4月8日 - 5月6日、日生劇場にて全40公演。うち5月1日から6日の10公演は子供向けに内容を変更した「5月ファミリーバージョン公演」で上演された。「10変化」と題し牛若丸や豊臣秀吉、沖田総司など歴史上の人物に早変わりしたり、平将門の姿で舞台上の急斜面に立つ演出が行われた。総勢42人のジャニーズJr.が出演し、今作が初出演となる関西ジャニーズJr.の重岡大毅、桐山照史、神山智洋、濵田崇裕がメインキャストを務め、第1幕のショーとショーの合間の演出は4人に任された。
4月9日、翌年は再び新橋演舞場で『滝沢演舞城』を上演することが発表された。4月16日に300回公演を達成。
キャスト
- 滝沢秀明

| - 関西ジャニーズJr. - 重岡大毅 - 桐山照史 - 神山智洋 - 濵田崇裕 - Snow Man - 岩本照 - 佐久間大介 - 渡辺翔太 - 宮舘涼太 - 深澤辰哉 - 阿部亮平 | - They武道 - 江田剛 - 林翔太 - 山本亮太 - 高橋竜 - JR.A - 川島如恵留 - 仲田拡輝 - 森田美勇人 - 七五三掛龍也 - MADE - 稲葉光 - 福士申樹 - 冨岡健翔 - 秋山大河 - “MAD” - 池田優 - 野田優也 - 松本幸大 | - 後藤泰観 - 岸孝良 - 常川藍里 - 半澤暁 - 笹原栄作 - 大塚祐哉 - 林丈一 - 今野貴之 - 村治将之介 - 井上瑞稀 - 橋本涼 - 玉元風海人 - 林蓮音 - 千野葵 - 羽場友紀 - 金田耀生 - 岡田蒼生 |

## 滝沢演舞城 2013
上演期間は2013年4月7日 - 5月12日、全47公演。滝沢演舞城として新橋演舞場で公演を行うのは約4年ぶりとなり、滝沢が源義経を演じるのも4年ぶり。また京本政樹が息子の京本大我と共演するのは今作が初。
キャスト
- 滝沢秀明
- 京本政樹（特別出演）

| - Snow Man - 岩本照 - 佐久間大介 - 渡辺翔太 - 宮舘涼太 - 深澤辰哉 - 阿部亮平 - 後藤泰観 - バイオリン - 石垣大祐 - ピアノ - 今野貴之 - 邦楽 - 村治将之助 - 三味線 - 京本大我 | - They武道 - 江田剛 - 林翔太 - MADE - 稲葉光 - 福士申樹 - 冨岡健翔 - 秋山大河 - “MAD” - 池田優 - 松本幸大 - Travis Japan - 川島如恵留 - 七五三掛龍也 | - 井上瑞稀 - 金田耀生 - 橋本涼 - 林蓮音 - 羽場友紀 - 玉元風海人 |

## 滝沢歌舞伎 2014
上演期間は博多座では2014年3月6日 - 30日までの全35公演。新橋演舞場では2014年4月7日 - 5月6日までの全42公演。博多座では初公演となる。滝沢が主演したNHK時代劇にちなんだ鼠小僧のシーンが新演出として追加され、10万枚の紙製の小判が客席に降らされた。博多座の3月22日夜の部で通算上演回数が400回に達した。
キャスト
- 滝沢秀明

| - Snow Man - 岩本照 - 深澤辰哉 - 渡辺翔太 - 佐久間大介 - 宮舘涼太 - 阿部亮平 - They武道 - 江田剛 - 林翔太 - “MAD” - 池田優 - 松本幸大 | - MADE - 稲葉光 - 秋山大河 - 冨岡健翔 - 福士申樹 - 長谷川純 - 後藤泰観 - バイオリン - 石垣大祐 - ピアノ - 京本大我 - 京本政樹（特別出演） |

## 滝沢歌舞伎 10th Anniversary
滝沢歌舞伎の10周年記念として開催。2015年4月8日から5月17日までは新橋演舞場で計52公演。14日に上演通算500回を達成。8月18日 - 8月23日まではシンガポールのマリーナ・ベイ・サンズグランドシアター（約2000人収容）で初の海外公演が行われた。シンガポールが選ばれたのは、10周年を迎える本公演と同じく、建国50周年という節目を迎える縁から。日本人が多く、治安がいいことも後押しとなった。2014年5月から本格的に話し合いが進められ、滝沢自身も会場を視察したうえで公演が決定した。
今作では初演以来となる『安珍清姫』や太鼓の上でのタップダンス、また昨年に引き続き『鼠小僧』や石川五右衛門、義経など次々に場面転換し、さらに新作歌舞伎を披露するなど10周年らしい構成となっている。また海外公演を意識して英語でのナレーションや口上が行われたほか、第2幕の芝居部分のほとんどは歌やダンス、フライングなどのパフォーマンスに変更されている。
滝沢の指名により北山宏光と薮宏太が出演。彼らの特技を生かした書道やローラースケートが披露された。またシンガポール公演では薮に替わり河合郁人が出演した。
キャスト
- 滝沢秀明
- 北山宏光

| - Snow Man - 岩本照 - 深澤辰哉 - 渡辺翔太 - 佐久間大介 - 宮舘涼太 - 阿部亮平 - They武道 - 山本亮太 - 江田剛 - 林翔太 - “MAD” - 池田優 - 松本幸大 | - MADE - 稲葉光 - 秋山大河 - 冨岡健翔 - 福士申樹 - 後藤泰観 - バイオリン - 石垣大祐 - ピアノ - 薮宏太 ※東京公演のみ - 河合郁人 ※シンガポール公演のみ - 玉元風海人 - 村治将之助 - 福本大樹 - 今村隼人 |

## 滝沢歌舞伎 2016
上演期間は2016年4月10日 - 5月15日。全49公演。
内容は3分の2程度リニューアルされており、第1部では初めてバレエダンサーが2人出演し、第2部では滝沢が初めて脚本・演出を手掛ける『鼠小僧』が上演され、三宅と滝沢が共作したエンディング曲「Love」も披露された。
4月12日の公演中に三宅健が宙吊りからの着地を失敗して右母趾基節骨を骨折したが、演出を変更して千秋楽まで出演した。
4月14日に発生した熊本地震を受け、15日昼公演のカーテンコールで滝沢らから募金活動についての話があり、1階ロビーに募金箱が設置された（千秋楽まで）他、出演しているジャニーズJr.8人がロビーに出て募金を呼びかけた。
キャスト
- 滝沢秀明
- 三宅健

| - Snow Man - 岩本照 - 深澤辰哉 - 渡辺翔太 - 佐久間大介 - 宮舘涼太 - 阿部亮平 | - ジェシー - 京本大我 - 増田良 - 林翔太 - 後藤泰観 - バイオリン - 石垣大祐 - ピアノ - 松田元太 - 長妻怜央 - 森継亮太 - 根岸葵海 - 基俊介 - 前田航気 - 谷村龍一 - 目黒蓮 |

## 滝沢歌舞伎 2017
上演期間は2017年4月6日 - 5月14日。全53公演。ファンからかつてないほどの「もう一度出演してほしい」という声があり、三宅との再共演が実現した。
第一部の「道成寺 蛇退治」では滝沢と三宅のW女形で「白拍子の舞」を踊り、滝沢と三宅の新曲「蒼き日々」や、滝沢プロデュースによるSnow Manの新曲「Boogie Woogie Baby」も披露された。第二部『鼠小僧 夢小判〜笑いあり、涙なし〜』のラストでは約8トンの水を使用した大立ち回りが演じられた。
5月4日の13:00公演で通算上演回数600回を達成した。
キャスト
- 滝沢秀明
- 三宅健

| - Snow Man - 岩本照 - 深澤辰哉 - 渡辺翔太 - 佐久間大介 - 宮舘涼太 - 阿部亮平 | - 林翔太 - 室龍太 - 後藤泰観 - バイオリン - 石垣大祐 - ピアノ | - ジャニーズJr. - 川﨑皇輝 - 内村颯太 - 黒田光輝 - 元木湧 - 安嶋秀生 - 前田航気 - 林蓮音 - 基俊介 - 根岸葵海 - 谷村龍一 - 松尾龍 - 福本大樹 - 五十嵐玲央 - 目黒蓮 |

## 滝沢歌舞伎 2018
新橋演舞場での2018年4月5日 - 5月13日（計52公演）の他、初めて名古屋の御園座で新劇場開場記念公演として6月4日 - 30日（計38公演）が上演される。
本編は“虹”をテーマにしており、1幕では日本舞踊の総踊りなどを披露。義経やねずみ小僧らは登場するものの、芝居中心だった2幕は一新され、今回は1幕・2幕共にショースタイルをとった。この演出は2020年の東京オリンピックを意識したものであり、言葉の壁を越えて国内外大勢の人に楽しんでもらえるよう「台詞ではなくパフォーマンスで伝えていく」という意図がある。また初日の会見にて滝沢・三宅の新ユニット「KEN☆Tackey」が2018年夏にCDデビューすることが発表され、第2幕でHiHi Jetsの紹介の後に、ユニットの新曲「逆転ラバーズ」が披露された。
キャスト
- 滝沢秀明
- 三宅健

| - Snow Man - 岩本照 - 深澤辰哉 - 渡辺翔太 - 佐久間大介 - 宮舘涼太 - 阿部亮平 - 林翔太 - 目黒蓮 - 長谷川純 | 新橋演舞場公演のみ出演 - 渡辺大輝 - 基俊介 - 谷村龍一 - 前田直樹 - 林拓音 - 田中誠治 | 御園座公演のみ出演 - 関西ジャニーズJr. - 向井康二 - 藤原丈一郎 - 大橋和也 - 正門良規 - 草間リチャード敬太 - 末澤誠也 - 影山拓也 - 椿泰我 |

## 滝沢歌舞伎ZERO
上演期間は京都四条南座で2019年2月3日から25日、新橋演舞場で4月10日から5月19日まで。
2018年で芸能界を引退する滝沢秀明に代わり、メインキャストは2012年から8年連続シリーズに出演してきたSnow Manのメンバーが務める。全体の作・構成・演出は変わらずジャニー喜多川が務めるが、演出面はほぼ滝沢が受け持ち、タイトルもスタッフらとの話し合いで“Jr.と自身のゼロからの再スタート”の意味が込められ、滝沢は今作で“演出家”として再デビュー。振付は五関晃一が担当した。また、新曲「Make It Hot」や「ひらりと桜」のピンク装いなど、衣装は全編を通して宮舘涼太が担当している。上演時間は休憩30分を含む約2時間45分。
今作のテーマは「桜」。第一部は2006年から13年変わらず歌われてきたオープニングナンバー「いにしえ〜Night & Day」が封印され、新曲「ひらりと桜」で幕開けし、重さ100キロ・300万枚の桜吹雪が舞った。「腹筋太鼓」や「変面」など滝沢歌舞伎ならではの演目はリニューアルして披露され、Snow Manの面々が舞台上で白塗りを披露するシーンからスタートするクライマックスの創作歌舞伎では、滝沢も演じていた「五右衛門」を進化させた『五右衛門ZERO』、『濱松屋』の他、新作『桜の舞』、『総踊り』を含む4つの演目が行われた。第二部では約1時間弱におよぶ『満月に散る鼠小僧〜望んでいたのは「笑いあり、涙なし」〜』が上演されたが、鼠小僧が消えた後の江戸の町の物語のため、滝沢演じる鼠小僧の葬式の場面からスタートするという展開に客席からは笑いも起こった。フィナーレでは『滝沢歌舞伎』のテーマソングでもある「WITH LOVE」にのせてSnow Manのメンバーが1人ずつ登場。"Snow Man"にちなんだ500キロの人工雪が降らされた。
なお、南座公演では「ひらりと桜」の場面でVTR出演していたラウールは、新橋演舞場公演から加わり9人体制の新生Snow Manとして初お披露目され、「誕生から旅立ちへ」をテーマとした「組曲」でも、2018年まで三宅健がソロナンバーとして歌っていた「Maybe」を深澤と阿部が引き継いで歌い、ラウールが中央で約4分間のフリーダンスを披露するシーンが追加された。また、南座では関西ジャニーズJr.が『浜松屋』を演じていた部分は、牛若丸と弁慶の出会いのシーンに変更となり、源義経演じる林の語りで物語が進んだ。演出面も新橋演舞場公演からパワーアップ。『鼠小僧』の終盤には舞台から噴水のように水が噴き上がる演出が追加され、新橋演舞場史上過去最大となる計9トンの水が使用される中での立ち回りが見どころとなった。
キャスト

| 京都四条南座 - Snow Man - 岩本照 - 深澤辰哉 - 渡辺翔太 - 佐久間大介 - 宮舘涼太 - 阿部亮平 - 向井康二 - 正門良規 - 目黒蓮 - 影山拓也 - 田中誠治 - 椿泰我 - 基俊介 - 横原悠毅 - 今江大地 - 朝田淳弥 - 古謝那伊留 - 福本大晴 - 澤田雅也 | 新橋演舞場 - Snow Man - 岩本照 - 深澤辰哉 - 渡辺翔太 - 佐久間大介 - 宮舘涼太 - 阿部亮平 - 向井康二 - 目黒蓮 - 村上真都ラウール - 林翔太 - 影山拓也 - 谷村龍一 - 椿泰我 - 松井奏 - 佐藤新 - 横原悠毅 - 基俊介 - 林拓音 - 鈴木大河 |

## 滝沢歌舞伎ZERO 2021
エターナルプロデューサーにジャニー喜多川を据え、滝沢秀明が演出を務める。振付は五関晃一。上演時間は2時間30分。
第1部の冒頭では、従来のピンク色の衣装ではなく、コロナウイルスと最前線で闘っている医療従事者に対して感謝とエールを込めた演出として青と白の衣装を着たSnow Manの9人が約300万枚の青い桜の花びらが舞い散る中「ひらりと桜」を披露。また、また白塗りのシーンでは岩本が振付を担当したIMPACTorsの新曲「Wildfire」も披露された。第2部では「満月に散る鼠小僧〜残した夢は『笑いあり、涙なし』〜」と題した鼠小僧を題材にした芝居が上演された。
上演期間は新橋演舞場で2021年4月8日から5月16日まで、御園座で6月2日から27日までの計90公演が予定されていたが、4月23日に発出された緊急事態宣言および休業要請により、4月25日から5月11日までの公演中止が決定。一方で、5月9日にJohnny's net onlineで公演が無観客生配信されることが緊急決定した。緊急事態宣言は5月31日まで延長されたが、イベント開催制限の緩和を受け、12日から公演を再開。
キャスト

| - Snow Man - 岩本照 - 深澤辰哉 - ラウール - 渡辺翔太 - 向井康二 - 阿部亮平 - 目黒蓮 - 宮舘涼太 - 佐久間大介 | - IMPACTors - 佐藤新 - 基俊介 - 鈴木大河 - 影山拓也 - 松井奏 - 横原悠毅 - 椿泰我 |

## 滝沢歌舞伎ZERO 2022
新橋演舞場で2022年4月6日から5月16日まで上演され、5月16日の千秋楽で上演回数が913回に達した。主演はSnow Man、演出は滝沢秀明。全体的な振付は五関晃一が担当。上演時間は休憩30分を含む約2時間30分。
二部構成となっており、第一部では300万枚の桜が舞う中での「ひらりと桜」で幕を開ける。2013年から15年の『滝沢歌舞伎』で滝沢が歌っていた「いつか」を新たな振り付けで披露する全員のダンスナンバー「ITSUKA」と続き、目黒とラウールによる「Breezer」、深澤と渡辺と宮舘の「Into the sky」、岩本の「変面」、向井と阿部の「My Friend」と佐久間のフライングが続々と披露された。上半身裸で腹筋をしながら和太鼓を叩く恒例の腹筋太鼓も登場。その後、全員で新曲「Feel the light, Lovely」、目黒がデザインした赤と黒の衣装を着たIMPACTorsが、岩本が振り付けた新曲「Fighter」を披露した。創作歌舞伎は内容を一新。海を汚すものとそれを守ろうとする精霊たちの物語となっており、Snow Man全員が重さ約3キロの連獅子のかつらを付けてユニゾンダンスを踊る新たな演目も加えられた。第二部では芝居「満月に散る鼠小僧〜残した夢は『笑いあり、涙なし』〜」が上演され、見どころである大量の水を使っての大立廻りが復活した。
キャスト

| - Snow Man - 岩本照 - 深澤辰哉 - ラウール - 渡辺翔太 - 向井康二 - 阿部亮平 - 目黒蓮 - 宮舘涼太 - 佐久間大介 | - IMPACTors - 佐藤新 - 基俊介 - 鈴木大河 - 影山拓也 - 松井奏 - 横原悠毅 - 椿泰我 |

## 滝沢歌舞伎ZERO FINAL
2023年4月8日から30日まで新橋演舞場で全24公演を上演。シリーズとして最後の公演となり、Snow Man自らが演出を手掛ける。また、4月19日から30日の15公演は、本シリーズ初の試みとしてライブ映像を日本全国の上映映画館に配信するライブビューイングを開催することが決定。『滝沢歌舞伎ZERO FINAL 映画館生中継!!』と題して全国47都道府県、約200の映画館で実施された。
公演時間は110分で、シンガポール公演を除くとシリーズでは初めて1幕制での上演。初日の4月8日は17時30分の開演を前にTwitterで「滝沢歌舞伎ZEROFINAL」が一時トレンド1位となり、「全員怪我なく完走してほしい」というファンの思いから、「全員怪我」のワードがトレンド入りする現象も起きた。18年続いたシリーズの集大成らしく、「春の踊りはよぉいやさぁ」という岩本のかけ声と、「ドカ桜」と呼ばれる150万枚の桜吹雪の中で9人が踊るテーマ曲「ひらりと桜」で幕開け。メンバーがジャニーズJr.時代に滝沢のバックとして出演した際、オープニングで一緒に踊った「春の踊り」と「いにしえ」は全員の希望で採用され、まるで滝沢がフライングするかのように光を浮遊させる演出が施された。約7分にわたる腹筋をしながら太鼓を叩く名物演目『腹筋太鼓』や、『変面』などの演目も披露。『変面』では岩本がこれまでの6枚という枚数を超えて滝沢と同じ8枚に挑戦しており、それらは岩本以外のSnow Manメンバーのメンバーカラーが内緒で採用されている。生化粧を施した後の歌舞伎パートでは、『氷』（2013 - 2014年）、『蝶々』（2016年）、『お七』（2008 - 2015年）、『道成寺』、『蛇』、『蜘蛛』といった過去の6作品がダイジェスト形式で演じられ、新曲「DA BOMB」も披露された。クライマックスの「Memories」では、9トンの水を使った噴水でずぶぬれになりながら、五条大橋のセットでパフォーマンス。時代劇『鼠小僧』は封印されたが、深澤が2016年から演じているシリーズでの人気キャラクターである団子屋の看板娘・お丸は、生化粧を行う場面で花道から登場し、終演時には鼠小僧がばらまいたとされる恒例の小判10万枚が客席上方から舞い散った。
キャスト

| - Snow Man - 岩本照 - 深澤辰哉 - ラウール - 渡辺翔太 - 向井康二 - 阿部亮平 - 目黒蓮 - 宮舘涼太 - 佐久間大介 | - SpeciaL - 林蓮音 - 松尾龍 - 和田優希 - 中村浩大 - 少年忍者 - ヴァサイェガ渉 - 内村颯太 - 豊田陸人 - 長瀬結星 |

## 映画
映画『滝沢歌舞伎 ZERO 2020 The Movie』のタイトルで映画化された。主演はSnow Man、監督は滝沢秀明。

### キャスト（映画）
| - Snow Man - 岩本照 - 深澤辰哉 - ラウール - 渡辺翔太 - 向井康二 - 阿部亮平 - 目黒蓮 - 宮舘涼太 - 佐久間大介 | - ジャニーズJr. - 佐藤新 - 影山拓也 - 鈴木大河 - 基俊介 - 椿泰我 - 横原悠毅 - 松井奏 - 小田将聖 |

### スタッフ（映画）
- Eternal Producer - ジャニー喜多川
- 監督 - 滝沢秀明
- 振付 - 五関晃一[203]
- 企画・配給 - 松竹

### 製作
2019年5月時点で舞台『滝沢歌舞伎 ZERO 2020』が2020年7月・8月に新橋演舞場で公演予定と発表されていたが、新型コロナウイルスの感染拡大防止のため、中止が決定。しかし公演続行を願うファンや、「こんな時だからこそ皆さまに笑顔を届けたい」「エンターテインメントの力を信じたい」という気持ちから、ジャニーズ事務所と配給の松竹で協議が重ねられ、映画制作が決定。「新時代の舞台・映画プロジェクト」として、企画から5か月弱で上映が実現した。
7月中旬にクランクインし、新橋演舞場で無観客状態で撮影された他、都内近郊でもロケが行われ、8月2日にクランクアップした。

### 封切り
映画館での公開に先駆け、本舞台の聖地とも言える新橋演舞場で10月4日から7日、京都・南座で10月23日から11月1日、御園座で11月2日から10日に特別上映も実施され、この特別上演では舞台公開時に客席で行う演出効果の一部が盛り込まれた。62回の鑑賞チケットは即日全館全回満席となった。
2020年12月4日、全国191スクリーンで公開がスタートしたが、公開初週土日2日間の2020年12月5、6日で動員約13万7000人、興行収入約4億円となり、土日の全国週末興行収入ランキングでは、『鬼滅の刃』に続き第2位、実写映画では第1位となった。その後、公開スクリーン数は9館増えて200館となり、公開3週間を迎えた12月25日には観客動員50万人、興行収入15億円を突破した。また、本編の前に流れる滝沢制作の週替わりのオリジナル映画鑑賞マナー映像が、「観たい気持ちを高めた」と鑑賞動機の1つの要因となっている。
2021年1月29日時点で動員数は約63.5万人、興行収入約19億円を記録。大ヒットを記念し、2021年2月20日から3月4日まで新橋演舞場にて「大ヒット感謝祭in新橋演舞場」として期間限定で特別上映（13日間・1日3回上映の計39回）されることが決定した。ただし、コロナウイルス感染の状況を踏まえ、座席は収容率50で行われた。2月23日時点で興行収入20億1782万8700円を記録し、それを記念して「鼠小僧」の衣装をまとったSnow Man9人のオフショットが解禁された。2022年1月25日の日本映画製作者連盟発表では興行収入21億4000万円、2021年公開の映画の中で15位を記録した。
「日本の伝統文化を代表する歌舞伎を現代化させ、日本独自のアイドル文化が融合した斬新な芸術表現が、中国の映画ファンにとって日本文化の普及や促進に大きく貢献する」と評価され、第11回北京国際映画祭(2021年8月14日 - 21日開催)のカーニバル・舞台映像部門に出品された。
なんばパークスシネマでライブ・コンサート向けの大規模かつ高品質な音響機器を特設して開催された『“音”で楽しむ！なんばパークスシネマ映画祭《ライブ音響上映》』にて、2021年12月23日から29日、2022年1月14日から20日の計14日間上映された。

#### DVD・Blu-ray（映画）
DVDおよびBlul-rayが2021年4月7日にavex traxからリリース。初回限定盤にはメイキング映像やオリジナルの映画鑑賞マナー映像が収録され、通常盤にはSnow Manメンバーが映画のベストシーンを鑑賞する企画映像やDVD鑑賞マナー映像が収録されている。3月29日からは映画公式Twitter『「滝沢歌舞伎 ZERO 2020 The Movie」DVD/Blu-ray Official』にて、Snow Manのメンバー数にかけたリリースまでの9日間、『滝沢歌舞伎 ZERO 2020 The Movie』の演目「鼠小僧」の映像を使ったカウントダウン動画が掲載された。
2021年4月19日付のオリコンで、DVDが初週売上10.4万枚、BDが18.7万枚を記録し、「オリコン週間DVDランキング」と「オリコン週間Blu-ray Discランキング」で共に初登場1位を記録した。
同年8月7日からはNetflixで独占配信され、2022年10月2日にBS松竹東急でノーカットテレビ初放送された。また、放送から5か月経っても再放送を熱望する声やメールが届き続けたことから、2023年3月28日にも再放送される。

## DVD・Blu-ray（舞台）
- 滝沢演舞城（2007年7月18日）[38]
- 滝沢演舞城 '08 命（2009年2月18日）
- 滝沢歌舞伎（2010年9月22日）[222][223]
- 滝沢歌舞伎 2012（2013年2月22日）[注 8]
- 滝沢歌舞伎 2014（2014年7月16日）[225]
- 滝沢歌舞伎 10th Anniversary（2016年2月3日）[112]
- 滝沢歌舞伎2016（2016年9月14日）[226]
- 滝沢歌舞伎2018（2018年11月21日）[136][227]
- 滝沢歌舞伎ZERO（2020年7月29日）[228][229]